# GW Erco Shimano

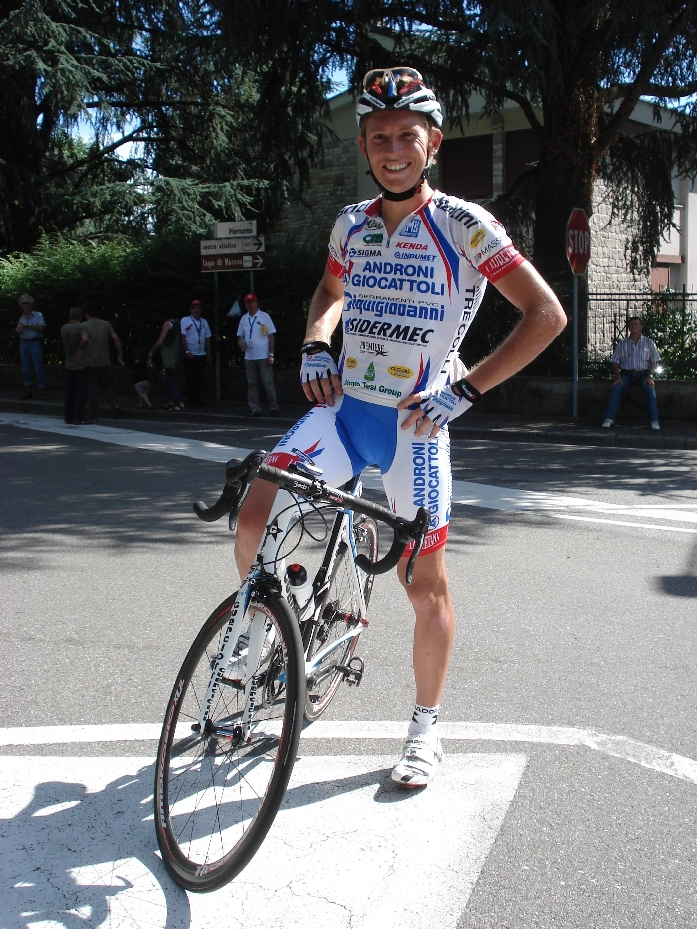
Cameron Wurf amb el mallot de l'equip, el 2010

El GW Erco Shimano (codi UCI: GES) és un equip ciclista professional en ruta. L'equip és dirigit per Gianni Savio i fou creat el 1996 amb la unió de l'equip del Gaseosas Glacial i part de l'estructura del ZG Mobili. Tot i haver corregut durant gran part de la seva trajectòria amb llicència colombiana i d'altres amb llicència veneçolana, l'equip està instal·lat a Itàlia, sent la major part dels ciclistes italians. El nom de l'equip ha canviat amb els anys com a conseqüència dels canvis de patrocinadors. Des del 2005, és un equip de categoria continental professional.
El 2015 va ser suspès durant trenta dies pels positius de Davide Appollonio i Fabio Taborre.

## Principals resultats

### Curses d'un dia
- Fletxa Valona: 2009 (Davide Rebellin)

### Curses per etapes
- Tirrena-Adriàtica: 2009 (Michele Scarponi)
- Volta a la Xina I: 2016 (Raffaello Bonusi)
- Volta a la Xina II: 2016 (Marco Benfatto), 2017 (Kevin Rivera)
- Volta a Burgos: 2018 (Iván Sosa)

### Grans Voltes
- Giro d'Itàlia
  - 20 participacions (1996, 1997, 2000, 2001, 2002, 2003, 2004, 2005, 2006, 2008, 2009, 2010, 2011, 2012, 2013, 2014, 2015, 2018, 2019, 2020, 2021)
  - 14 victòries d'etapa:
    - 1 el 2001: Carlos Alberto Contreras
    - 3 el 2005: Iván Parra (2), José Rujano
    - 1 el 2008: Alessandro Bertolini
    - 2 el 2009: Michele Scarponi (2), Leonardo Bertagnolli[2]
    - 1 el 2010: Michele Scarponi
    - 3 el 2011: Ángel Vicioso, José Rujano (2)
    - 2 el 2012: Miguel Ángel Rubiano, Roberto Ferrari
    - 1 el 2019: Fausto Masnada

  - 13 classificacions secundàries:
    - Gran Premi de la muntanya: Freddy González el 2001 i 2003; José Rujano el 2005
    - Premi de la Combativitat: Freddy González el 2003; José Rujano el 2005, Davide Ballerini el 2018, Fausto Masnada el 2019
    - Classificació intergiro: Raffaele Illiano el 2004
    - Classificació Azzurri d'Itàlia: José Rujano el 2011
    - Classificació Fuga Pinarello: Marco Bandiera (2015), Marco Frapporti (2018), Mattia Bais (2020), Simon Pellaud (2021)

### Campionats nacionals
- Campionat d'Austràlia en ruta: 1998 (David McKenzie)
- Campionat de Colòmbia en ruta: 1996 (Celio Roncancio); 1999 (César Goyeneche); 2002 (Jhon Freddy García)
- Campionat de Colòmbia en contrarellotge: 2000 (Israel Ochoa); 2005 (Iván Parra)
- Campionat de Croàcia en ruta: 2019 i 2020 (Josip Rumac)
- Campionat de Croàcia en contrarellotge: 2019 i 2020 (Josip Rumac)
- Campionat de l'Equador en ruta: 2021 (Alexander Cepeda)
- Campionat d'Itàlia en ruta: 2012 (Franco Pellizotti)
- Campionat de Iugoslàvia en contrarellotge: 1997 (Mikoš Rnjaković)
- Campionat de Suïssa en contrarellotge: 2009, 2010 (Rubens Bertogliati)
- Campionat de Veneçuela en contrarellotge: 2012 (Tomás Gil), 2014 (Carlos Gálviz), 2015 (Yonder Godoy)
- Campionat de Romania en ruta: 2015 (Serghei Tvetcov)
- Campionat de Romania en contrarellotge: 2015, 2016 (Serghei Tvetcov)
- Campionat d'Ucraïna en ruta: 2021 (Andrii Ponomar)

## Composició de l'equip 2022
| Ciclista               | Data de naixement | País      | Equip any anterior                                                 |
| ---------------------- | ----------------- | --------- | ------------------------------------------------------------------ |
| Juan Diego Alba        | 11/09/1997        | Colòmbia  | Movistar Team                                                      |
| Mattia Bais            | 19/10/1996        | Itàlia    | Androni Giocattoli-Sidermec                                        |
| Gabriele Benedetti     | 09/06/2000        | Itàlia    | Zalf Euromobil Fior                                                |
| Alessandro Bisolti     | 07/03/1985        | Itàlia    | Androni Giocattoli-Sidermec                                        |
| Alexander Cepeda       | 16/06/1998        | Equador   | Androni Giocattoli-Sidermec                                        |
| Luca Chirico           | 16/07/1992        | Itàlia    | Androni Giocattoli-Sidermec                                        |
| Eduard-Michael Grosu   | 04/09/1992        | Romania   | Delko                                                              |
| Trym Westgaard Holther | 09/07/2003        | Noruega   | Néo-professionnel                                                  |
| Leonardo Marchiori     | 13/06/1998        | Itàlia    | Androni Giocattoli-Sidermec                                        |
| Umberto Marengo        | 21/07/1992        | Itàlia    | Bardiani CSF Faizanè                                               |
| Didier Merchán         | 26/07/1999        | Colòmbia  | Colombia Tierra de Atletas-GW Bicicletas                           |
| Daniel Muñoz           | 21/11/1996        | Colòmbia  | Androni Giocattoli-Sidermec                                        |
| Andrii Ponomar         | 05/09/2002        | Ucraïna   | Androni Giocattoli-Sidermec                                        |
| Simone Ravanelli       | 04/07/1995        | Itàlia    | Androni Giocattoli-Sidermec                                        |
| Jhonatan Restrepo      | 28/11/1994        | Colòmbia  | Androni Giocattoli-Sidermec                                        |
| Brandon Rojas          | 02/07/2002        | Colòmbia  | N3o-professional (Colombia Tierra de Atletas-GW Bicicletas sub-23) |
| Eduardo Sepúlveda      | 13/06/1991        | Argentina | Androni Giocattoli-Sidermec                                        |
| Filippo Tagliani       | 14/08/1995        | Itàlia    | Androni Giocattoli-Sidermec                                        |
| Natnael Tesfatsion     | 23/05/1999        | Eritrea   | Androni Giocattoli-Sidermec                                        |
| Santiago Umba          | 20/11/2002        | Colòmbia  | Androni Giocattoli-Sidermec                                        |
| Martí Vigo             | 22/12/1997        | Espanya   | Androni Giocattoli-Sidermec                                        |
| Edoardo Zardini        | 02/11/1989        | Itàlia    | Vini Zabù                                                          |
| Ricardo Zurita         | 10/11/2000        | Espanya   | Néo-professionnel (Gsport-Velofutur)                               |

## Classificacions UCI

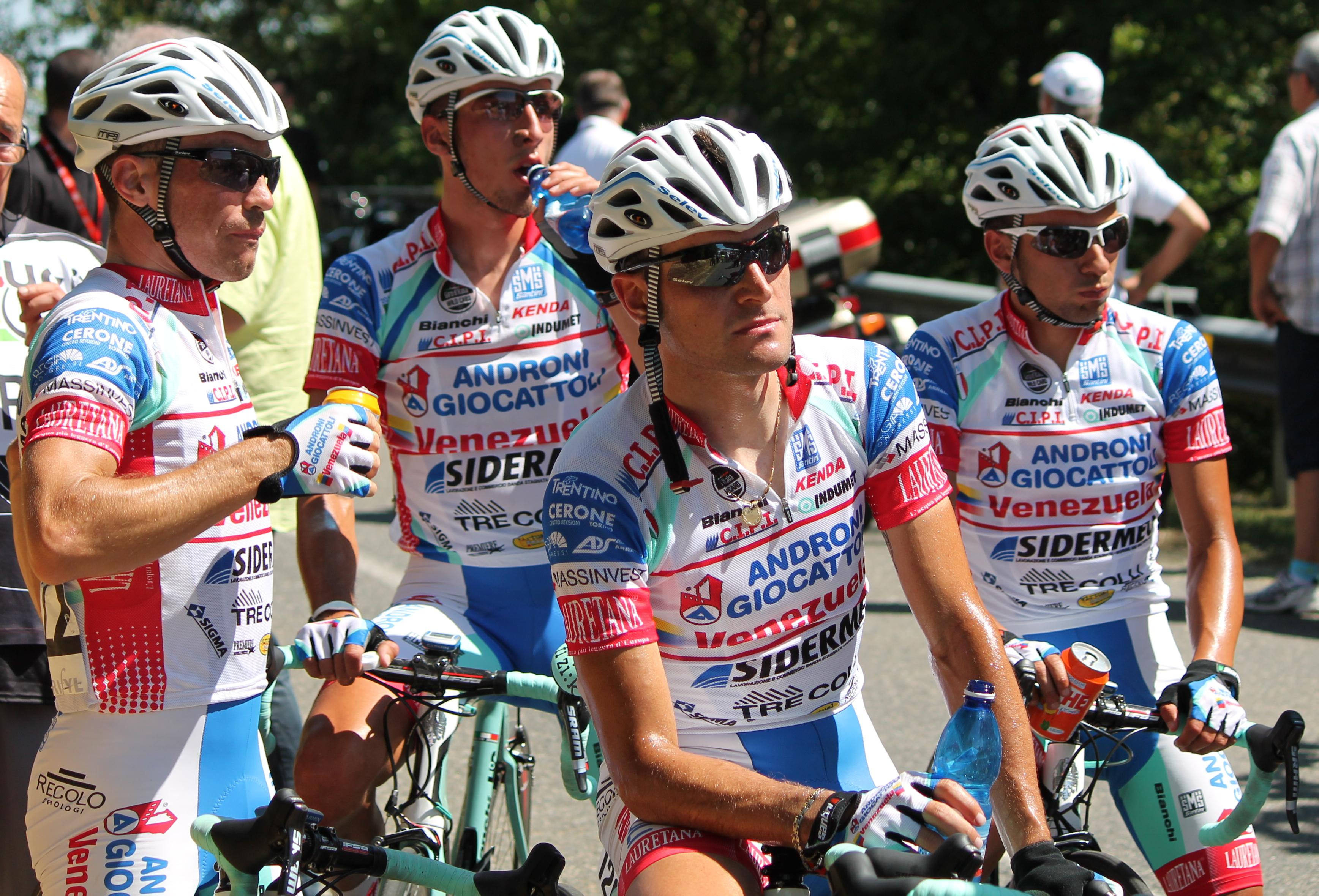
Ciclistes de l'Androni Giocattoli, el 2012

Entre 1996 i 1998 l'equip es troba inclòs dins la categoria de Grups Esportius I, la primera categoria d'equips ciclistes professionals. Després passà a formar part dels equips GSII fins al 2004. La següent classificació estableix la posició de l'equip en finalitzar la temporada.
| Temporada | Classificació per equips | Millor ciclista en la classificació individual |
| --------- | ------------------------ | ---------------------------------------------- |
| 1996      | 28è                      | Celio Roncancio (194è)                         |
| 1997      | 41è                      | Vassili Davidenko (314è)                       |
| 1998      | 34è                      | Romāns Vainšteins (133è)                       |
| 1999      | 26è (GSII)               | Marco Vergnani (332è)                          |
| 2000      | 12è (GSII)               | Hernán Buenahora (195è)                        |
| 2001      | 12è (GSII)               | Freddy González (132è)                         |
| 2002      | 15è (GSII)               | José Castelblanco (238è)                       |
| 2003      | 13è (GSII)               | Freddy González (311è)                         |
| 2004      | 15è (GSII)               | Freddy González (252è)                         |

A partir del 2005 l'equip s'incorpora als circuits continentals de ciclisme i en particular l'UCI Amèrica Tour, l'UCI Àsia Tour i l'UCI Europa Tour. La taula presenta les classificacions de l'equip al circuit, així com el millor ciclista individual.
UCI Àfrica Tour
| Temporada | Classificació per equips | Millor ciclista en la classificació individual |
| --------- | ------------------------ | ---------------------------------------------- |
| 2021      |                          | Natnael Tesfatsion (14è)                       |

UCI Amèrica Tour
| Temporada | Classificació per equips | Millor ciclista en la classificació individual |
| --------- | ------------------------ | ---------------------------------------------- |
| 2005      | 2n                       | Edgardo Simón (1r)                             |
| 2006      | 1r                       | José Serpa (1r)                                |
| 2007      | 6è                       | Anthony Brea (9è)                              |
| 2008      | 6è                       | Carlos José Ochoa (4t)                         |
| 2009      | 1r                       | José Serpa (5è)                                |
| 2010      | 4è                       | José Serpa (25è)                               |
| 2011      | 8è                       | José Serpa (14è)                               |
| 2012      | 6è                       | Miguel Ubeto (3r)                              |
| 2013      | 10è                      | Carlos José Ochoa (24è)                        |
| 2014      | 11è                      | Carlos Gálviz (9è)                             |
| 2015      | 20è                      | Carlos Gálviz (100è)                           |
| 2016      | 30è                      | Rodolfo Torres (114è)                          |
| 2017      | 17è                      | Rodolfo Torres (30è)                           |
| 2018      | 15è                      | Rodolfo Torres (73è)                           |
| 2019      | -                        | Kevin Rivera (26è)                             |
| 2020      | -                        | Miguel Flórez (15è)                            |
| 2021      | -                        | Jhonatan Restrepo (13è)                        |

UCI Àsia Tour
| Temporada | Classificació per equips | Millor ciclista en la classificació individual |
| --------- | ------------------------ | ---------------------------------------------- |
| 2005      | 14è                      | José Rujano (16è)                              |
| 2006      | 9è                       | José Serpa (28è)                               |
| 2007      | 3r                       | Gabriele Missaglia (6è)                        |
| 2008      | 6è                       | Ruslan Ivanov (11è)                            |
| 2009      | 4t                       | Mattia Gavazzi (12è)                           |
| 2011      | 12è                      | Jonathan Monsalve (11è)                        |
| 2012      | 7è                       | José Serpa (7è)                                |
| 2013      | 58è                      | Jackson Rodríguez (258è)                       |
| 2014      | 46è                      | Kenny van Hummel (82è)                         |
| 2015      | 74è                      | Francesco Chicchi (275è)                       |
| 2016      | 18è                      | Marco Benfatto (23è)                           |
| 2017      | 9è                       | Kevin Rivera (41è)                             |
| 2018      | 32è                      | Seid Lizde (139è)                              |

UCI Europa Tour
| Temporada | Classificació per equips | Millor ciclista en la classificació individual |
| --------- | ------------------------ | ---------------------------------------------- |
| 2005      | 63è                      | Simone Bruson (299è)                           |
| 2006      | 19è                      | Santo Anzà (15è)                               |
| 2007      | 12è                      | Alessandro Bertolini (1r)                      |
| 2008      | 8è                       | Francesco Ginanni (8è)                         |
| 2009      | 7è                       | Francesco Ginanni (17è)                        |
| 2010      | 6è                       | Michele Scarponi (13è)                         |
| 2011      | 9è                       | Emanuele Sella (12è)                           |
| 2012      | 4t                       | Franco Pellizotti (15è)                        |
| 2013      | 4t                       | Franco Pellizotti (23è)                        |
| 2014      | 21è                      | Kenny van Hummel (94è)                         |
| 2015      | 34è                      | Oscar Gatto (116è)                             |
| 2016      | 8è                       | Francesco Gavazzi (9è)                         |
| 2017      | 3r                       | Egan Bernal (5è)                               |
| 2018      | 3r                       | Iván Sosa (11è)                                |
| 2019      | 6è                       | Andrea Vendrame (67è)                          |
| 2020      | 9è                       | Josip Rumac (118è)                             |
| 2021      | 8è                       | Simon Pellaud (324è)                           |

UCI Oceania Tour
| Temporada | Classificació per equips | Millor ciclista en la classificació individual |
| --------- | ------------------------ | ---------------------------------------------- |
| 2005      | 11è                      | Russell Van Hout (20è)                         |
| 2015      | 11è                      | Franco Pellizotti (25è)                        |

El 2009 la classificació del ProTour és substituïda per la Classificació mundial UCI.
| Temporada | Classificació per equips | Millor ciclista en la classificació individual |
| --------- | ------------------------ | ---------------------------------------------- |
| 2009      | 14è                      | Michele Scarponi (34è)                         |
| 2010      | 17è                      | Michele Scarponi (12è)                         |

El 2016 la Classificació mundial UCI passa a tenir en compte totes les proves UCI. Durant tres temporades existeix paral·lelament amb la classificació UCI World Tour i els circuits continentals. A partir del 2019 substitueix definitivament la classificació UCI World Tour.
| Temporada | Classificació per equips | Millor ciclista en la classificació individual |
| --------- | ------------------------ | ---------------------------------------------- |
| 2016      | -                        | Luca Wackermann (233è)                         |
| 2017      | -                        | Egan Bernal (60è)                              |
| 2018      | -                        | Iván Sosa (93è)                                |
| 2019      | 24è                      | Andrea Vendrame (81è)                          |
| 2020      | 29è                      | Miguel Flórez (204è)                           |
| 2021      | 27è                      | Jhonatan Restrepo (182è)                       |